# Temple Fengguo
Le temple Fengguo (Fengguo-si, chinois simplifié : 奉国寺 ; traditionnel : 奉國寺) est un temple ou monastère bouddhiste situé à Yixian dans le Liaoning au nord-est de la Chine. Il a été fondé en 1020 sous la dynastie Liao des Khitans. Actuellement, il ne comporte plus que deux salles, deux portes et un arc décoratif. Le plus important est le Daxiongbaodian, le seul bâtiment consacré aux sept bouddhas en Chine. Les charpentes sont très riches, ce qui est une caractéristique de l'architecture Liao. Il renferme notamment sept grandes sculptures de  Bouddha datant de cette époque.

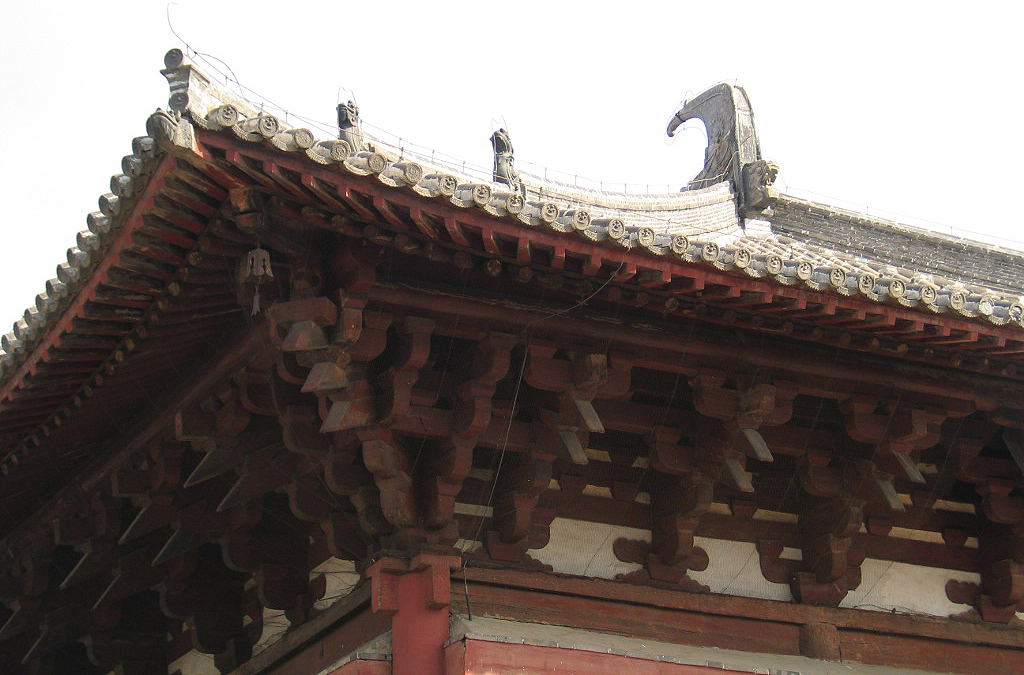
Détail de la charpente.

## Histoire

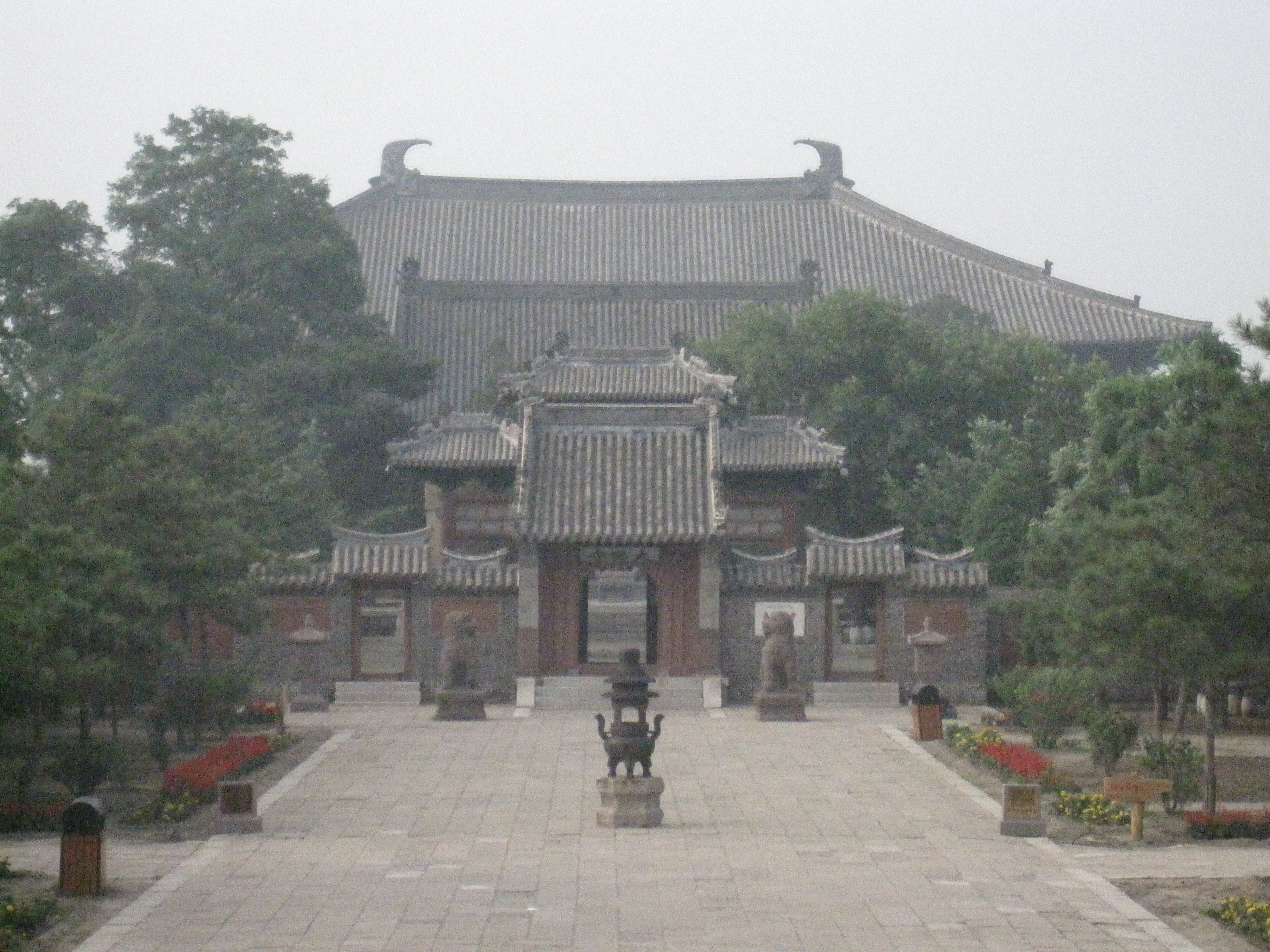
L'axe principal du temple.

Les informations sur l'histoire du temple sont assez limitées, elles sont essentiellement extraites de la vingtaine de stèles qui le parsème. Construit en remplacement d'un temple appelé Xianxisi, il a été fondé en 1020 par l'érudit Jiao Xiyun et construit sous la supervision du moine Qinghui. De 1107 à 1140, le moine Yizhuo s'est chargé de la réparation du monastère et de l'achèvement des images religieuses pour une somme de 10 millions de sapèques. Sévèrement endommagé par un tremblement de terre en 1290, sa rénovation a été facilitée par un don d'un gendre du khan mongol. Au milieu du XIVe siècle, le temple est présenté comme étant assez grand avec au moins trois pavillons, l'un devant le bâtiment des sept Bouddhas et un de chaque côté, une salle du dharma et une salle d'abstinence ainsi que trois zones pour les cuisines, les dortoirs, une salle de bains, une salle des dix mille Bouddhas et bien d'autres bâtiments. Il a été réparé au moins dix-sept fois entre 1487 et 1888. Au siècle dernier, il a été endommagé par les bombes en 1948 pour n'être réparé que dans  les années 1980. Actuellement, outre le Daxiongbaodian, il comporte quatre structures placées sur un axe sud-nord : une porte externe, une porte interne, un arc et le Wuliangdian, tous construits sous les Qing (1642-1912). Le site a été classé en 1961 dans la première liste des monuments historiques de Chine (1-86).

## Daxiongbaodian

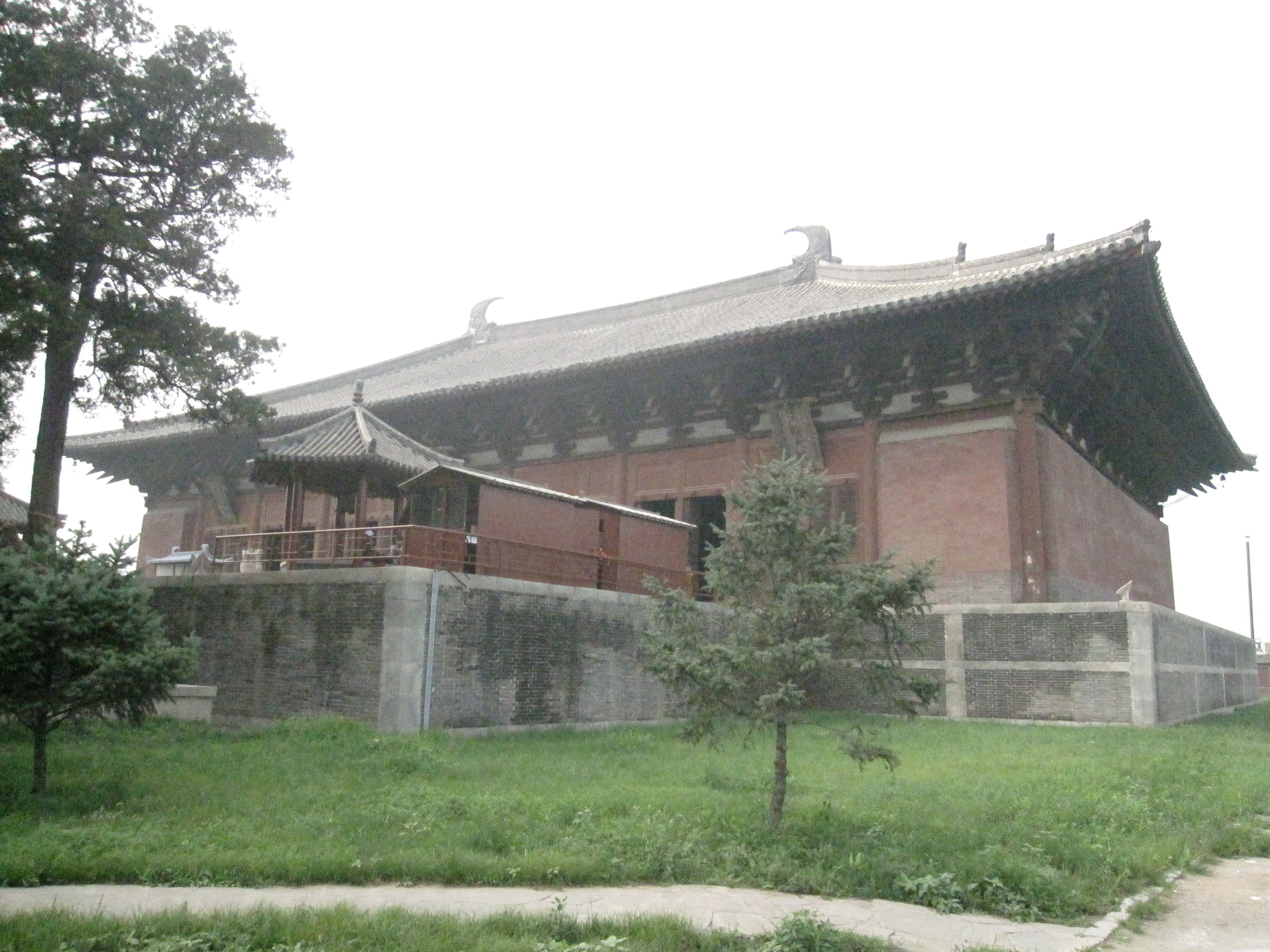
Daxiongbaodian

Le daxiongbaodian (大雄宝殿) est de très grande taille pour un bâtiment en bois chinois. Placé sur une plate-forme en pierre haute de trois mètres, il mesure 55,8 x 25,9 mètres, est orienté vers le sud et est soutenu par 20 colonnes à l'intérieur. Deux kiosques et un brûle-encens en pierre datant également des Qing reposent aussi sur la plate-forme.

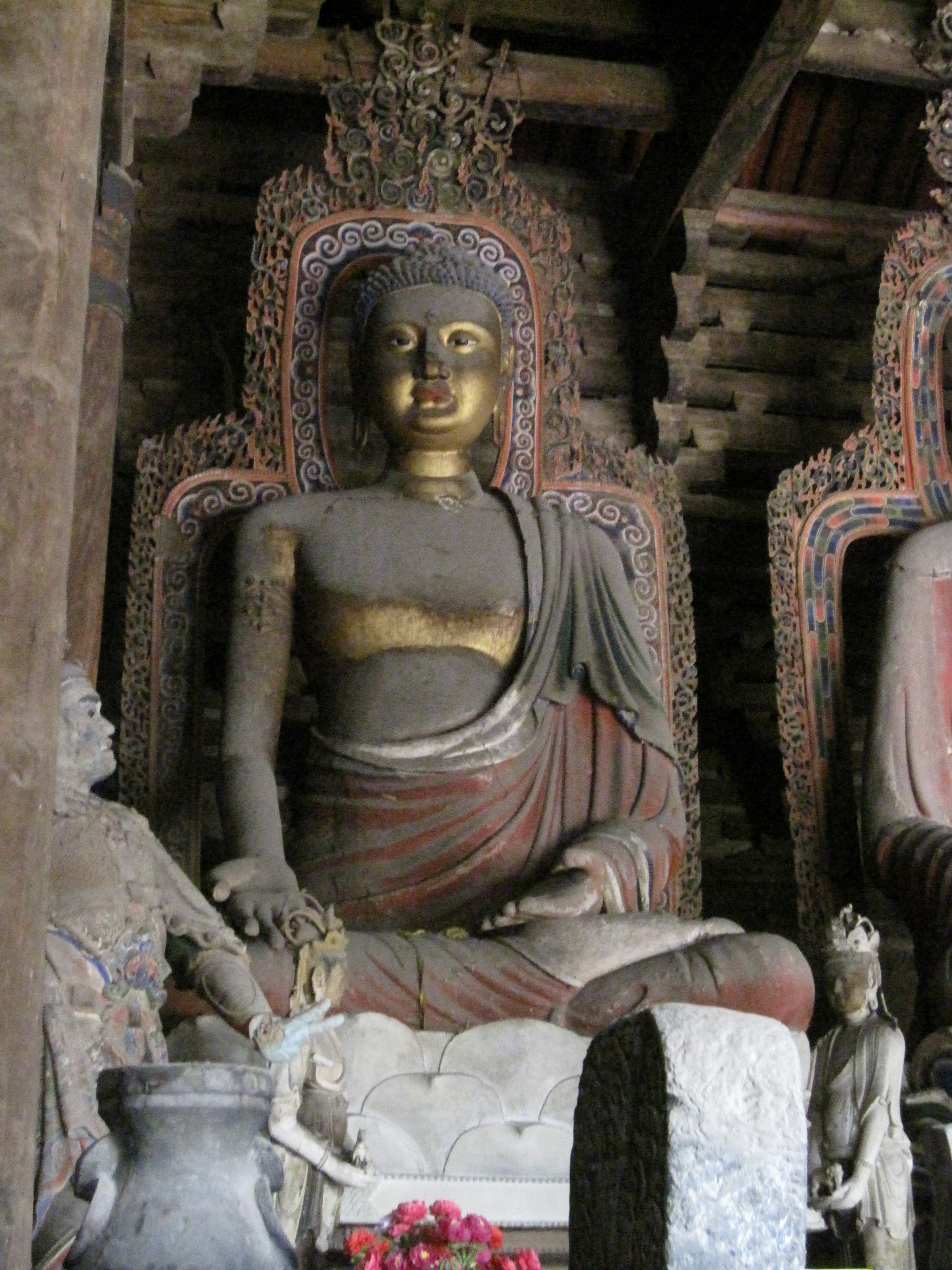
Statue de Vipashyin dans le daxiongbaodian

Il contient sept grandes sculptures représentant des Bouddhas. Outre Sakyamuni, ce sont les six bouddhas antiques qui l'ont immédiatement précédé : Vipashyin, Sikhin, Visvabhu, Krakucchanda, Kanakamuni et Kashyapa, chacun flanqué de deux bodhisattvas avec la tête d'un roi gardien faisant face au sud tandis qu'une statue de Guanyin, le boddisattva de la compassion est tournée vers la porte de derrière.